# Gortyna (bướm đêm)
Gortyna là một chi bướm đêm thuộc họ Noctuidae.

## Các loài
- Gortyna basalipunctata Gaeser, 1888
- Gortyna borelii Pierret, 1837 (= Hydroecia leucographa)
- Gortyna flavago (Denis & Schiffermüller, 1775)
- Gortyna flavina Hreblay & Ronkay, 1997
- Gortyna fortis (Butler, 1878)
- Gortyna franciscae (Turati, 1913)
- Gortyna golestanensis (Fibiger & Zahiri, 2006)
- Gortyna hethitica Hacker, Kuhna & Gross, 1986
- Gortyna imitans Hreblay & Ronkay, 1997
- Gortyna joannisi (Boursin, 1928)
- Gortyna moesiaca Herrich-Schäffer, [1849]
- Gortyna osmana Hacker & Kuhna, 1986
- Gortyna cây mậnbeata Hreblay & Ronkay, 1997
- Gortyna cây mậnbitincta Hreblay & Ronkay, 1997
- Gortyna puengeleri (Turati, 1909)
- Gortyna rungsi (Boursin, 1963)
- Gortyna xanthenes Germar, [1842]

## Hình ảnh

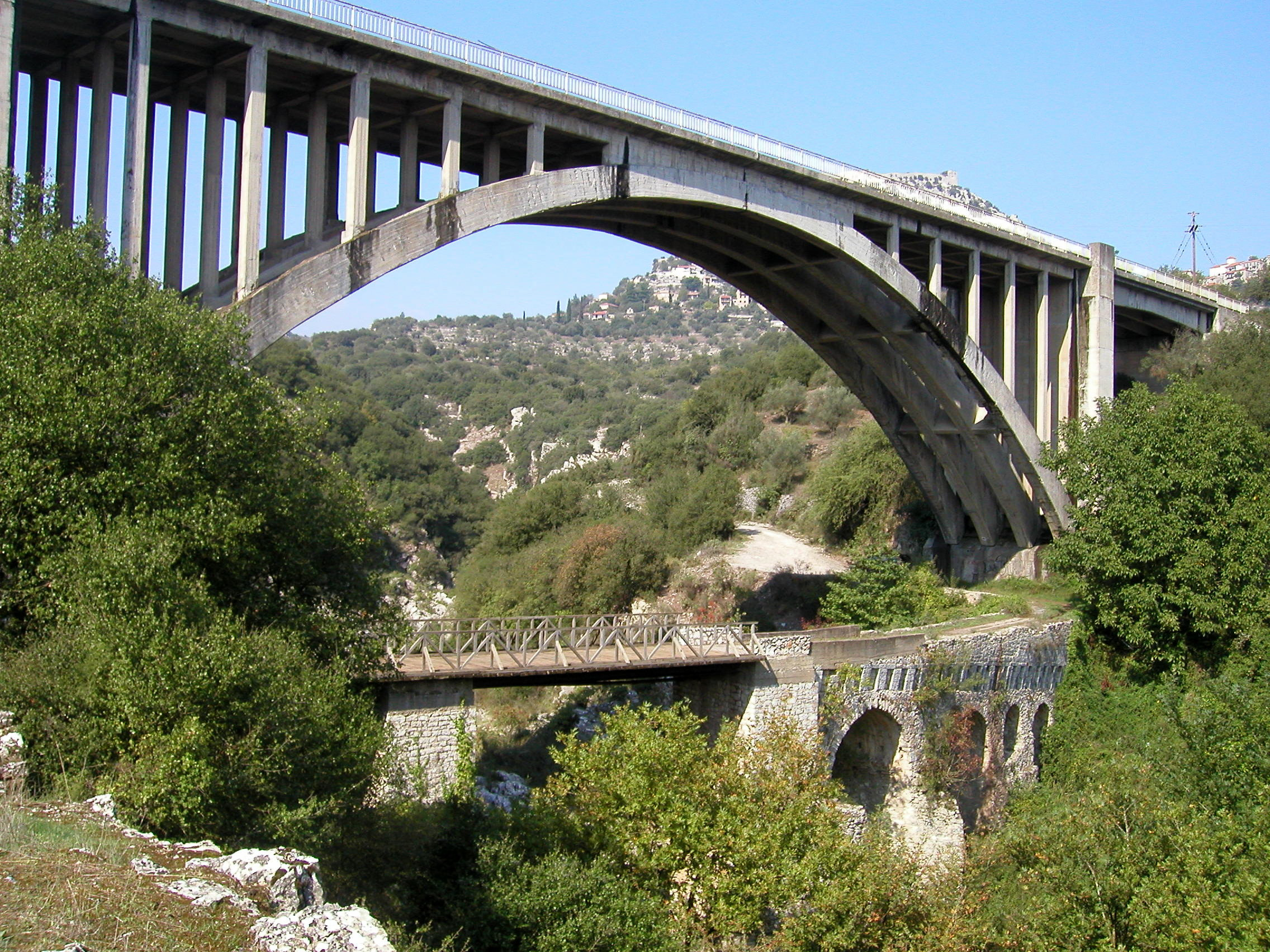